# Wasilij Nowikow (porucznik)
Nowikow Wasilij Iwanowicz, ros. Новиков Василий Иванович (ur. 16 kwietnia 1921 we wsi Lepioszki (ros. Лепёшки), zm. 21 stycznia 1945 w Częstochowie) – radziecki czołgista, lejtnant (porucznik) gwardii Armii Czerwonej, uczestnik II wojny światowej, Bohater Związku Radzieckiego (1945).

## Dzieciństwo i młodość
Wasilij Nowikow urodził się we wsi Lepioszki w powiecie siergijewskim, guberni moskiewskiej (obecnie rejon puszkinski, obwód moskiewski) w rodzinie chłopskiej jako syn Iwana i Tatiany Wasiliewnej Nowikowych. Wychowywał się wraz z siostrą Lubą. Ukończył siedmioklasową szkołę powszechną. 15 lipca 1937 r. w wieku lat 16 został zatrudniony na wydziale mechanicznym w fabryce tkackiej im. KRAF (Armii Czerwonej i Floty, ros. КРАФ) w Krasnoarmiejsku na stanowisku uczeń – tokarz, gdzie pracował formalnie do 30 października 1940 r. W 1938 r. wstąpił do zakładowego Komunistycznego Związku Młodzieży (Komsomoł). W latach 1938–1940 był zawodnikiem zakładowej drużyny piłkarskiej fabryki im. KRAF. Bezpartyjny. W okresie pracy zawodowej i późniejszej służby wojskowej nie należał do partii komunistycznej.

## Kariera wojskowa i dokonania wojenne
Wasilij Nowikow został powołany do służby wojskowej w Armii Czerwonej przez puszkinską Rejonową Komisję Wojskową 18 października 1940 r. Po ataku hitlerowskich Niemiec na Związek Radziecki uczestniczył w działaniach wojennych, od sierpnia 1941 r. do sierpnia 1942 r. walczył na Froncie Południowym, a od sierpnia 1942 r. do grudnia 1942 r. na Froncie Północno-Kaukaskim w stopniu podoficera.
W grudniu 1942 r. skierowany został na kursy podporuczników wojsk pancernych, które ukończył w 1943 r. otrzymując stopień
oficerski młodszego lejtnanta gwardii (podporucznika). W tym samym roku urlopowany przebywał w rodzinnej wiosce Lepioszki. Od lutego 1944 r. skierowany do walk na 1 Front Nadbałtycki prawdopodobnie w składzie 5 Gwardyjskiej Armii Pancernej, gdzie pełnił służbę do kwietnia 1944 r. 15 czerwca 1944 r. przeniesiony do 53 Gwardyjskiej Brygady Pancernej, 6 Korpusu Pancernego Gwardii, 3 Gwardyjskiej Armii Pancernej, 1 Frontu Ukraińskiego i włączony do służby w 3 Batalionie jako dowódca czołgu T-34/85.
Doświadczenie bojowe zbierał w czasie uczestnictwa w operacji lwowsko–sandomierskiej (13 lipca – 29 sierpnia 1944). 24 lipca 1944 r. uderzając z kierunku od Jaworowa, stanowiąc oddział przedni brygady walczył w miejscowości Sądowa Wisznia (ob. rejon mościski, obwód lwowski) z zadaniem opanowania linii kolejowej Lwów – Przemyśl. Docierając do dworca kolejowego jego czołg zniszczył gąsienicami działo przeciwpancerne, ostrzelał trzy pociągi ze sprzętem wojskowym i zapasami, niszcząc lokomotywę i unieruchamiając 13 składów oraz zniszczył lekkie działo z obsługą.
25 lipca 1944 r. brał udział w forsowaniu rzeki Wiar. 27 lipca 1944 r. w czasie walk o Przemyśl stoczył samotny pojedynek ze stacjonującym w okolicach dworca kolejowego pociągiem pancernym uzbrojonym w 8 dział kalibru 76 i 88 mm oraz kilkanaście dział małokalibrowych. Zniszczył lokomotywę, podpalił pociąg, rozbił dwa działa
88 mm z obsługą oraz zniszczył jeden czołg niemiecki. Za te dokonania rozkazem z 21 sierpnia 1944 r. podporucznik Wasilij Nowikow został odznaczony Orderem Czerwonego Sztandaru. W tym też okresie został awansowany do stopnia lejtnanta gwardii (porucznika) i mianowany dowódcą pancernego plutonu rozpoznania.
Szczególnie wyróżnił się w walkach a ramach operacji wiślańsko–odrzańskiej (12 stycznia – 4 lutego 1945) wypełniając zadania zwiadowcze i bojowe w przednich formacjach brygady. Brał udział w forsowaniu rzeki Nida. 15 stycznia 1945 r. po sforsowaniu rzeki Pilica w miejscowości Maluszyn wraz ze swoim plutonem rozbił oddziały wycofujących się Niemców i odszedł na północny zachód w rejon miejscowości Kobiele Wielkie, Dmenin w kierunku na Radomsko z zadaniem uchwycenia linii kolejowej Warszawa – Częstochowa.
16 stycznia 1945 r. wziął udział w wyzwoleniu Radomska, wypełniając zadanie zwiadowcze rozpoznania walką. Dowodząc wysuniętym naprzód plutonem czołgów jako jeden z pierwszych wdarł się do miasta i do czasu nadejścia głównych sił brygady prowadził bój biorąc do niewoli ok. 50 żołnierzy i oficerów oddziałów hitlerowskich.
Wraz ze swym batalionem 18 stycznia 1945 r. forsował rzekę Warta i brał udział w wyzwoleniu Wielunia, a 19 stycznia wyróżnił się w walkach o wyzwolenie prawobrzeżnego Wieruszowa i dotarł do rzeki Prosna. W okresie od 12 do 19 stycznia 1945 r. porucznik Wasilij Nowikow wraz ze swoją załogą zniszczył w walce cztery czołgi niemieckie w tym dwa typu Panzerkampfwagen VI Tiger („Tygrys”), jeden typu Panzerkampfwagen V Panther („Pantera”) oraz jeden Panzerkampfwagen IV a także kilkanaście dział różnego kalibru, umocnionych punktów karabinów maszynowych i pojazdów wroga.

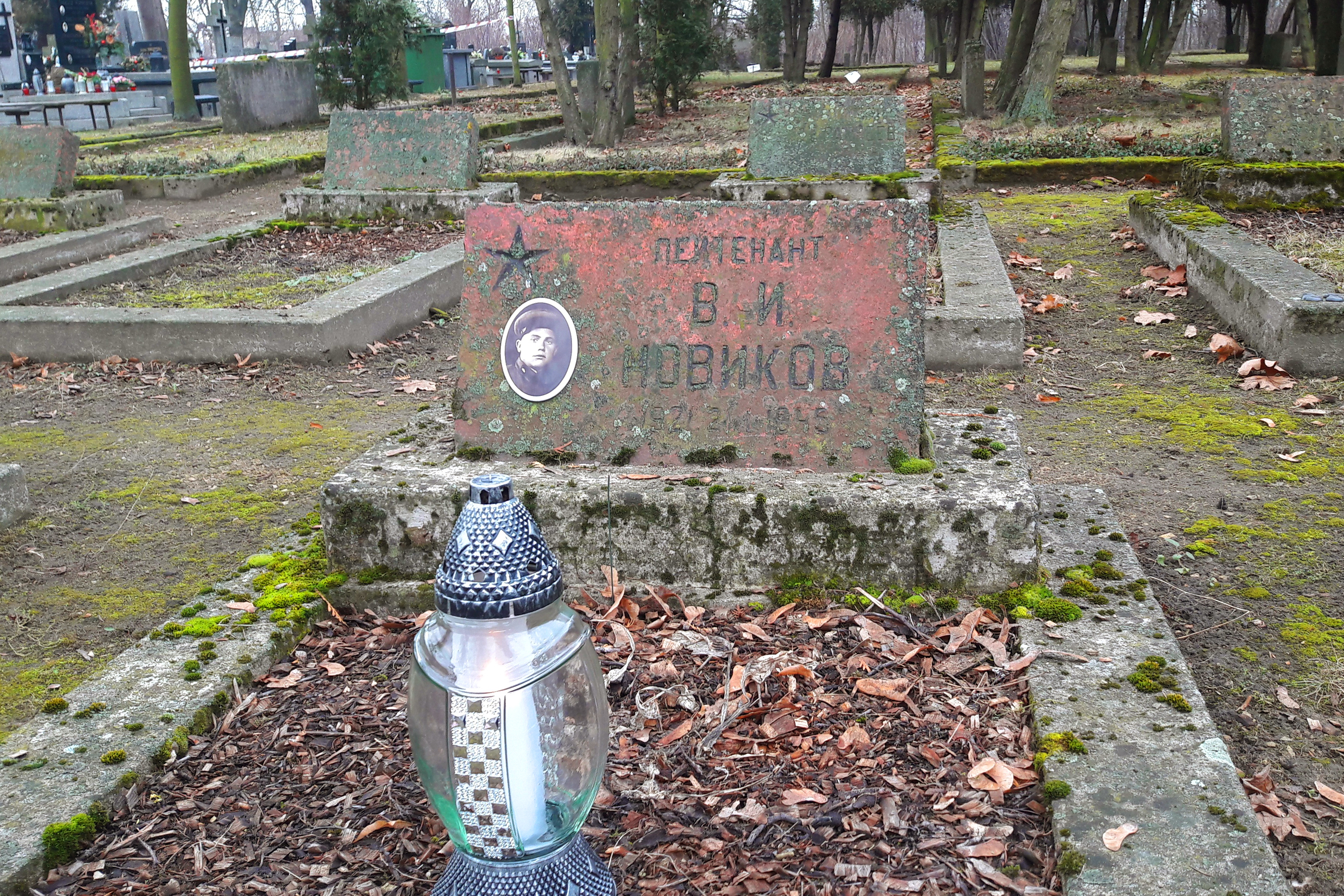
Grób Nowikowa na cmentarzu Kule

## Śmierć i upamiętnienie
19 stycznia 1945 r. pluton rozpoznania porucznika Wasilija Nowikowa wyszedł na brzeg rzeki Prosna stanowiącej dawną granicę państwową między Polską i Niemcami. Dowodząc trzema czołgami swojego plutonu z marszu opanował ocalały most łączący Wieruszów z miastem Wilhelmsbrück (obecnie Podzamcze, dzielnica Wieruszowa), tym samym jako pierwszy przekroczył przedwojenną granicę niemiecką. W rajdzie na Wilhelmsbrück zniszczył ogniem artyleryjskim i gąsienicami cztery niemieckie działa przeciwpancerne, dwa działa polowe, pięć ogniowych punktów karabinów maszynowych i do 50 samochodów z wyposażeniem wojskowym. W trakcie walki czołg T-34/85 Wasilija Nowikowa został trafiony pociskiem przeciwpancernym, który przebił pancerz i rozerwał się wewnątrz, ciężko raniąc dowódcę, a maszyna zaczęła płonąć.
Wasilij Nowikow z ciężkimi urazami głowy w wyniku przeniknięcia odłamka pocisku przez kość skroniową powodującego rozległe obrażenia z wylewem krwi do mózgu został przetransportowany do szpitala ewakuacyjnego nr 3958 w Częstochowie. Zmarł 21 stycznia 1945 r. Pochowany na Cmentarzu Kule w Częstochowie w kwaterze wojennej żołnierzy Armii Czerwonej, mogiła nr 39
Prezydium Rady Najwyższej Związku Radzieckiego rozkazem z dnia 10 kwietnia 1945 r. uhonorowało Wasilija Nowikowa pośmiertnie tytułem Bohatera Związku Radzieckiego nadając mu jednocześnie Order Lenina i odznaczając medalem „Złotej Gwiazdy”.
Nazwisko porucznika gwardii Wasilija Nowikowa zostało uczczone tablicą pamiątkową na budynku byłego wydziału mechanicznego fabryki im. KRAF w Krasnoarmiejsku oraz na Pomniku Wojennej Chwały w Ogólnokształcącej Szkole Średniej Nr 1 okręgu miejskiego Krasnoarmiejsk, gdzie znajduje się również poświęcona mu ekspozycja w muzeum szkolnym. Imię Wasilija Nowikowa nosiła szkolna drużyna pionierów.

## Literatura
- Архипов В. „Bремя танковых атак” Москва 2009
- Badziak K., Kozłowski W. „Wyzwolenie ziemi łódzkiej” Łódź 1980
- Бариатинский М. „Советские танковые асы” Москва 2008
- Шейн Д. „Танки ведет Рыбалко” Москва 2007
- Шкадов И. Н (редактор) „Герои Советского Союза: Краткий биографический словарь” Москва 1988 т. 2